# Самойлов, Александр Николаевич
Граф (с 27 января 1793) Алекса́ндр Никола́евич Само́йлов (1744—1814) — российский государственный деятель, племянник Григория Потёмкина, генерал-прокурор Правительствующего сената (1792—1796).

## Биография
Александр Самойлов начав службу в 1760 году рядовым в лейб-гвардии Семёновском полку, и стал офицером накануне Русско-турецкой войны 1768—1774 годов. Участвовал в ней; за храбрость и мужество в боях при Силистрии был награждён орденом Святого Георгия 4-го класса. В 1775 году пожалован придворным чином камер-юнкера; в том же году назначен на должность правителя дел Совета при Высочайшем дворе и занимал эту должность в течение 12 лет, при этом не оставляя военной службы. Участвовал в комиссии, судившей Емельяна Пугачёва. В 1781—1783 годах командовал Таврическим егерским корпусом. В 1782 году воевал с крымскими татарами возле Перекопа. В 1783—1784 годах участвовал в войне с горцами на Кубани и на персидской границе. Приходился племянником Потёмкину и будто бы присутствовал на тайном венчании дяди с императрицей.
Участник русско-турецкой войны 1787—1792 годов; В чине генерал-поручика командовал в 1788 году одной из колонн российских войск, штурмовавшей Очаков. За воинскую доблесть, проявленную в ходе операции, награждён орденом Святого Георгия 2-го класса. В 1789 году командовал отрядом на Днестре. Отличился также при взятии крепостей Каушаны, Килии и Бендеры в 1790 году, за что был удостоен ордена Святого Александра Невского. Очередная награда — орден Святого Владимира 1-й степени — была пожалована Александру Николаевичу 25 марта 1791 года за штурм Измаила. В 1791 году, после внезапной смерти Г. А. Потёмкина-Таврического, он был уполномочен вести переговоры с турками в Яссах до прибытия А. А. Безбородко. А. Н. Самойлов привёз в Петербург известие об успешном окончании переговоров и заключении выгодного Ясского мира, чем заслужил высший российский орден — Святого Андрея Первозванного; Екатерина II также пожаловала ему 30 тысяч рублей и золотую шпагу, алмазами украшенную, с надписью «За храбрость».
17 сентября 1792 года императрица назначила его генерал-прокурором и государственным казначеем вместо занемогшего А. А. Вяземского, а также членом Совета при Высочайшем дворе; в этих должностях он пробыл до смерти государыни. Вопреки отрицательным отзывам современников Екатерина II нашла, что Самойлов «час от часу становится больше по руке» и говорила Храповицкому, что «С прежним у него равное усердие, но нынешний умнее».
Грамотой римского императора Франца II, от 27 января (7 февраля) 1793 года, генерал-прокурор Правительствующего сената, генерал-поручик Александр Николаевич Самойлов возведён, с нисходящим его потомством, в графское Римской империи достоинство. На принятие означенного достоинства и пользование им в России последовало в 1793 году Высочайшее соизволение.
В 1793 году Смела и окрестные земли перешли по наследству от князя Потёмкину-Таврическому к графу А. Н. Самойлову
В 1793 году Самойлов явился в Сенате одним из ярых противников трагедии Княжнина «Вадим Новгородский» и принимал меры к её уничтожению. С воцарением Павла I получил отставку; номинально, однако, оставался членом Императорского совета.
Незадолго до смерти, около 1812 года, Самойлов написал апологетическую биографию князя Потёмкина «Жизнь и деяния генерала-фельдмаршала князя Григория Александровича Потёмкина-Таврического», впервые изданную в 1867 году. Умер 1 (13) ноября 1814 года и был похоронен в Николо-Одринском монастыре.

## Семья
Александр Николаевич был женат на княжне Екатерине Сергеевне Трубецкой (1763—1830), от которой у него были дети:
- Елена Александровна (1787—25.11.1843, Милан), была замужем за миллионером Дмитрием Андреевичем Донец-Захаржевским (1784—1871), екатеринославским губернатором (брат Г. А. Захаржевского и А. Х. Бенкендорфа). По отзыву современника, была дамой умной и отлично образованной[5].
- Григорий Александрович (1792—1811), командор Мальтийского ордена; убит в Турецкую войну.
- Софья Александровна (08.11.1797—11.11.1866), фрейлина, замужем за графом А. А. Бобринским.
- Михаил Александрович (06.11.1798—24.09.1820[6]), крещен был 14 ноября 1798 года в Исаакиевском соборе, крестник князя В. И. Несвицкого[7], поручик лейб-гвардии Преображенского полка, умер от чахотки холостым.
- Николай Александрович (1800—1842), женат с 1827 года был на графине Юлии Павловне Пален (с ним пресекся род графов Самойловых)

Его сестра Екатерина Николаевна в 1769 году вышла замуж за Николая Семёновича Раевского, который в апреле 1771 года умер от ран в Яссах, несколько месяцев не дожив до рождения своего второго сына, Николая. Александр Николаевич Самойлов фактически заменил ему отца.
- Жена Екатерина
- Екатерина с детьми Еленой и Григорием
- Дочь Софья
- Сын Николай

|                                 |                                 |                                 |                                 |                                 |                                 |                    |                    |                                |                                |                                |                                |                                |                                |                   |                   |                                |                                |                                |                                |                                |                                |                    |                    | Александр Потёмкин        |                           |                           |                           |                           |                           |                           |                           |                                 |                                 |                                 |                                 |                                 |                                 |  |  |                  |                  |                  |                  |                  |                  |  |  |  |  |  |  |  |  |  |  |  |  |  |  |  |  |  |  |
|                                 |                                 |                                 |                                 |                                 |                                 |                    |                    |                                |                                |                                |                                |                                |                                |                   |                   |                                |                                |                                |                                |                                |                                |                    |                    |                           |                           |                           |                           |                           |                           |                           |                           |                                 |                                 |                                 |                                 |                                 |                                 |  |  |                  |                  |                  |                  |                  |                  |  |  |  |  |  |  |  |  |  |  |  |  |  |  |  |  |  |  |
|                                 |                                 |                                 |                                 |                                 |                                 |                    |                    |                                |                                |                                |                                |                                |                                |                   |                   |                                |                                |                                |                                |                                |                                |                    |                    |                           |                           |                           |                           |                           |                           |                           |                           |                                 |                                 |                                 |                                 |                                 |                                 |  |  |                  |                  |                  |                  |                  |                  |  |  |  |  |  |  |  |  |  |  |  |  |  |  |  |  |  |  |
| Григорий Орлов                  | Григорий Орлов                  | Григорий Орлов                  | Григорий Орлов                  | Григорий Орлов                  | Григорий Орлов                  |                    |                    | Екатерина II                   | Екатерина II                   | Екатерина II                   | Екатерина II                   | Екатерина II                   | Екатерина II                   |                   |                   | Григорий Потёмкин              | Григорий Потёмкин              | Григорий Потёмкин              | Григорий Потёмкин              | Григорий Потёмкин              | Григорий Потёмкин              |                    |                    | Мария Самойлова           | Мария Самойлова           | Мария Самойлова           | Мария Самойлова           | Мария Самойлова           | Мария Самойлова           |                           |                           | Елена Энгельгардт               | Елена Энгельгардт               | Елена Энгельгардт               | Елена Энгельгардт               | Елена Энгельгардт               | Елена Энгельгардт               |  |  | Пелагея Высоцкая | Пелагея Высоцкая | Пелагея Высоцкая | Пелагея Высоцкая | Пелагея Высоцкая | Пелагея Высоцкая |  |  |  |  |  |  |  |  |  |  |  |  |  |  |  |  |  |  |
| Григорий Орлов                  | Григорий Орлов                  | Григорий Орлов                  | Григорий Орлов                  | Григорий Орлов                  | Григорий Орлов                  |                    |                    | Екатерина II                   | Екатерина II                   | Екатерина II                   | Екатерина II                   | Екатерина II                   | Екатерина II                   |                   |                   | Григорий Потёмкин              | Григорий Потёмкин              | Григорий Потёмкин              | Григорий Потёмкин              | Григорий Потёмкин              | Григорий Потёмкин              |                    |                    | Мария Самойлова           | Мария Самойлова           | Мария Самойлова           | Мария Самойлова           | Мария Самойлова           | Мария Самойлова           |                           |                           | Елена Энгельгардт               | Елена Энгельгардт               | Елена Энгельгардт               | Елена Энгельгардт               | Елена Энгельгардт               | Елена Энгельгардт               |  |  | Пелагея Высоцкая | Пелагея Высоцкая | Пелагея Высоцкая | Пелагея Высоцкая | Пелагея Высоцкая | Пелагея Высоцкая |  |  |  |  |  |  |  |  |  |  |  |  |  |  |  |  |  |  |
|                                 |                                 |                                 |                                 |                                 |                                 |                    |                    |                                |                                |                                |                                |                                |                                |                   |                   |                                |                                |                                |                                |                                |                                |                    |                    |                           |                           |                           |                           |                           |                           |                           |                           |                                 |                                 |                                 |                                 |                                 |                                 |  |  |                  |                  |                  |                  |                  |                  |  |  |  |  |  |  |  |  |  |  |  |  |  |  |  |  |  |  |
|                                 |                                 | Алексей Бобринский              | Алексей Бобринский              | Алексей Бобринский              | Алексей Бобринский              | Алексей Бобринский | Алексей Бобринский |                                |                                |                                |                                | Елизавета Тёмкина              | Елизавета Тёмкина              | Елизавета Тёмкина | Елизавета Тёмкина | Елизавета Тёмкина              | Елизавета Тёмкина              |                                |                                | Александр Самойлов             | Александр Самойлов             | Александр Самойлов | Александр Самойлов | Александр Самойлов        | Александр Самойлов        |                           |                           |                           |                           | Александра Браницкая      | Александра Браницкая      | Александра Браницкая            | Александра Браницкая            | Александра Браницкая            | Александра Браницкая            |                                 |                                 |  |  | Николай Высоцкий | Николай Высоцкий | Николай Высоцкий | Николай Высоцкий | Николай Высоцкий | Николай Высоцкий |  |  |  |  |  |  |  |  |  |  |  |  |  |  |  |  |  |  |
|                                 |                                 | Алексей Бобринский              | Алексей Бобринский              | Алексей Бобринский              | Алексей Бобринский              | Алексей Бобринский | Алексей Бобринский |                                |                                |                                |                                | Елизавета Тёмкина              | Елизавета Тёмкина              | Елизавета Тёмкина | Елизавета Тёмкина | Елизавета Тёмкина              | Елизавета Тёмкина              |                                |                                | Александр Самойлов             | Александр Самойлов             | Александр Самойлов | Александр Самойлов | Александр Самойлов        | Александр Самойлов        |                           |                           |                           |                           | Александра Браницкая      | Александра Браницкая      | Александра Браницкая            | Александра Браницкая            | Александра Браницкая            | Александра Браницкая            |                                 |                                 |  |  | Николай Высоцкий | Николай Высоцкий | Николай Высоцкий | Николай Высоцкий | Николай Высоцкий | Николай Высоцкий |  |  |  |  |  |  |  |  |  |  |  |  |  |  |  |  |  |  |
|                                 |                                 |                                 |                                 |                                 |                                 |                    |                    |                                |                                |                                |                                |                                |                                |                   |                   |                                |                                |                                |                                |                                |                                |                    |                    |                           |                           |                           |                           |                           |                           |                           |                           |                                 |                                 |                                 |                                 |                                 |                                 |  |  |                  |                  |                  |                  |                  |                  |  |  |  |  |  |  |  |  |  |  |  |  |  |  |  |  |  |  |
| Алексей Алексеевич Бобринский   | Алексей Алексеевич Бобринский   | Алексей Алексеевич Бобринский   | Алексей Алексеевич Бобринский   | Алексей Алексеевич Бобринский   | Алексей Алексеевич Бобринский   |                    |                    | Софья Александровна            | Софья Александровна            | Софья Александровна            | Софья Александровна            | Софья Александровна            | Софья Александровна            |                   |                   | Николай Александрович Самойлов | Николай Александрович Самойлов | Николай Александрович Самойлов | Николай Александрович Самойлов | Николай Александрович Самойлов | Николай Александрович Самойлов |                    |                    | Михаил Семёнович Воронцов | Михаил Семёнович Воронцов | Михаил Семёнович Воронцов | Михаил Семёнович Воронцов | Михаил Семёнович Воронцов | Михаил Семёнович Воронцов |                           |                           | Елизавета Ксаверьевна Воронцова | Елизавета Ксаверьевна Воронцова | Елизавета Ксаверьевна Воронцова | Елизавета Ксаверьевна Воронцова | Елизавета Ксаверьевна Воронцова | Елизавета Ксаверьевна Воронцова |  |  |                  |                  |                  |                  |                  |                  |  |  |  |  |  |  |  |  |  |  |  |  |  |  |  |  |  |  |
| Алексей Алексеевич Бобринский   | Алексей Алексеевич Бобринский   | Алексей Алексеевич Бобринский   | Алексей Алексеевич Бобринский   | Алексей Алексеевич Бобринский   | Алексей Алексеевич Бобринский   |                    |                    | Софья Александровна            | Софья Александровна            | Софья Александровна            | Софья Александровна            | Софья Александровна            | Софья Александровна            |                   |                   | Николай Александрович Самойлов | Николай Александрович Самойлов | Николай Александрович Самойлов | Николай Александрович Самойлов | Николай Александрович Самойлов | Николай Александрович Самойлов |                    |                    | Михаил Семёнович Воронцов | Михаил Семёнович Воронцов | Михаил Семёнович Воронцов | Михаил Семёнович Воронцов | Михаил Семёнович Воронцов | Михаил Семёнович Воронцов |                           |                           | Елизавета Ксаверьевна Воронцова | Елизавета Ксаверьевна Воронцова | Елизавета Ксаверьевна Воронцова | Елизавета Ксаверьевна Воронцова | Елизавета Ксаверьевна Воронцова | Елизавета Ксаверьевна Воронцова |  |  |                  |                  |                  |                  |                  |                  |  |  |  |  |  |  |  |  |  |  |  |  |  |  |  |  |  |  |
|                                 |                                 |                                 |                                 |                                 |                                 |                    |                    |                                |                                |                                |                                |                                |                                |                   |                   |                                |                                |                                |                                |                                |                                |                    |                    |                           |                           |                           |                           |                           |                           |                           |                           |                                 |                                 |                                 |                                 |                                 |                                 |  |  |                  |                  |                  |                  |                  |                  |  |  |  |  |  |  |  |  |  |  |  |  |  |  |  |  |  |  |
|                                 |                                 |                                 |                                 |                                 |                                 |                    |                    |                                |                                |                                |                                |                                |                                |                   |                   |                                |                                |                                |                                |                                |                                |                    |                    |                           |                           |                           |                           |                           |                           |                           |                           |                                 |                                 |                                 |                                 |                                 |                                 |  |  |                  |                  |                  |                  |                  |                  |  |  |  |  |  |  |  |  |  |  |  |  |  |  |  |  |  |  |
| Александр Алексеевич Бобринский | Александр Алексеевич Бобринский | Александр Алексеевич Бобринский | Александр Алексеевич Бобринский | Александр Алексеевич Бобринский | Александр Алексеевич Бобринский |                    |                    | Владимир Алексеевич Бобринский | Владимир Алексеевич Бобринский | Владимир Алексеевич Бобринский | Владимир Алексеевич Бобринский | Владимир Алексеевич Бобринский | Владимир Алексеевич Бобринский |                   |                   |                                |                                |                                |                                |                                |                                |                    |                    |                           |                           |                           |                           | Семён Михайлович Воронцов | Семён Михайлович Воронцов | Семён Михайлович Воронцов | Семён Михайлович Воронцов | Семён Михайлович Воронцов       | Семён Михайлович Воронцов       |                                 |                                 |                                 |                                 |  |  |                  |                  |                  |                  |                  |                  |  |  |  |  |  |  |  |  |  |  |  |  |  |  |  |  |  |  |